# 安珀·路德
（1963年8月1日—），英國政治人物、前保守黨党员、現任東薩塞克斯郡黑斯廷斯和拉伊選區下議院議員、曾於2015至2016年间任能源和气候变化大臣、2016年7月至2018年4月担任英国内政大臣及2018年1月至4月兼任婦女及平等事務大臣。拉德是英国历史上第三位女性内政大臣，第五位担任內閣重臣的女性，也是二战后英国政坛晋升至內閣重臣速度最快的政治人物之一，但之後因疾風世代醜聞而辭職。同年重新進入內閣，並於2018至2019年間先後就任婦女及平等事務大臣和就業及退休保障大臣，至2019年9月因不滿鲍里斯·约翰逊首相的硬脫歐立場而辭職並退黨。

## 早年生活和教育
安珀·拉德1963年8月1日出生在伦敦上流社区马里波恩，是股票经纪人托尼·拉德（1924-2017）和治安官埃瑟娜·菲茨杰拉德（1929-2008）的四女儿，后者是自由党政治人物约翰·菲茨杰拉德,菲茨杰拉德男爵的孙女。她带给了拉德查理二世及其情妇克里夫蘭女公爵的血统。二人婚姻关系维持了56年。
拉德的兄弟是公共关系管理业者罗兰·拉德，工党支持者、新欧洲商业主席；她的姐姐名为阿曼达，妹妹名为梅丽莎。
拉德在格洛斯特郡的切尔滕纳姆女子学院接受教育，1979年至1981年在伦敦的独立走读女校伦敦女王学院就读，随后前往爱丁堡大学学习历史。

## 商务职业生涯
大学毕业后，拉德加入摩根大通，在纽约和伦敦两地工作。

她曾帮助电影《四个婚礼和一个葬礼》寻找演员，被称为“贵族协调员”，并在电影中客串了一个角色。
1988年1月，拉德24岁时成为投资公司洛德斯通有限公司的主管，接替其姐姐和姐夫。1995年，洛德斯通公司在秘鲁开展锌矿开采业务，拉德成为这家公司的主管和大股东，该公司从未真正盈利，1999年被蒙蒂塞洛公司兼并。拉德在1999年至2000年期间担任蒙蒂塞洛公司的联合主任。洛德斯通公司在2001年被变卖；蒙蒂塞洛则在2003年。
1998年至2000年，拉德还是两家位于巴哈马的资产配置基金和资产配置管理公司的主管。

## 政坛生涯
在2005年的大选中，拉德是工党占据的利物浦加利斯顿选区的保守党候选人。
她的名字随后被有争议的添加到旨在增加保守党席位的A名单中，2006年被派往黑斯廷斯和拉伊选区参选，2007年搬到黑斯廷斯旧城。在2010年5月的大选中，拉德在黑斯廷斯和拉伊选区以1,993张多數票击败工党议员迈克尔·福斯特而当选。不久之后，拉德成为下议院环境、食品和农村事务专责委员会的保守党成员。
拉德是国会女性外阴残割问题委员会副主席，该委员会反对女性外阴残割，并呼吁在国内采取更严厉的法律处罚。她作为性别平等议员联盟的主席倡导性别平等事业，并发表了一份关于妇女在工作中不平等待遇的报告。拉德主持了一项针对意外怀孕的跨党派调查，呼吁在所有中学开展法定的性常识教育。她还呼吁在内阁中应有更多女成员。
2012年9月，她成为财政大臣乔治·奥斯本的國會私人秘書。2013年10月，改任政府助理党鞭。 2014年7月，拉德被任命为能源及氣候變化部负责氣候變化的政务次官。

### 能源和气候变化大臣
在2015年大选之后，她获得了扩大了在自己选区的多数优势，被提拔为能源和气候变化大臣。同年5月她成为枢密院成员。
2015年11月，她建议英国剩余的燃煤发电厂在2025年全部关闭，2023年时开始限制使用。“我们需要建立适用于21世纪新的能源基础设施”。2015年11月，一封泄露的信件显示，政府根本没有将强制性可再生能源目标提上议事日程，生态学家杂志批评拉德故意误导国会。
2015年7月，地球之友的克雷格·本内特指责拉德想要应对气候变化的声明十分虚伪，而他主张，“废除低碳政策的框架并在国会上下两院仔细组织跨党派协议。”拉德答复说：“政府支持的目的是使能源技术最终能靠自己的双脚走路，不鼓励永久依赖补贴”。
拉德还受首相卡梅伦指示参加了英国独立电视台关于脱欧公投的电视辩论，以工党影子内阁重要成员安吉拉·伊格尔和苏格兰首席部长尼古拉·斯特金为盟友，与脱欧派的伦敦市前市长鲍里斯·约翰逊、自己的副手利雅華等交锋，对鲍里斯·约翰逊批评近乎人身攻击的地步，她说：“（鲍里斯·约翰逊）应该看看数字，不过我觉得鲍里斯关心的数字应该只有10号吧……他虽是党内要人，但他不是那种夜生活后，能让人放心送自己回家的人”。

### 内政大臣

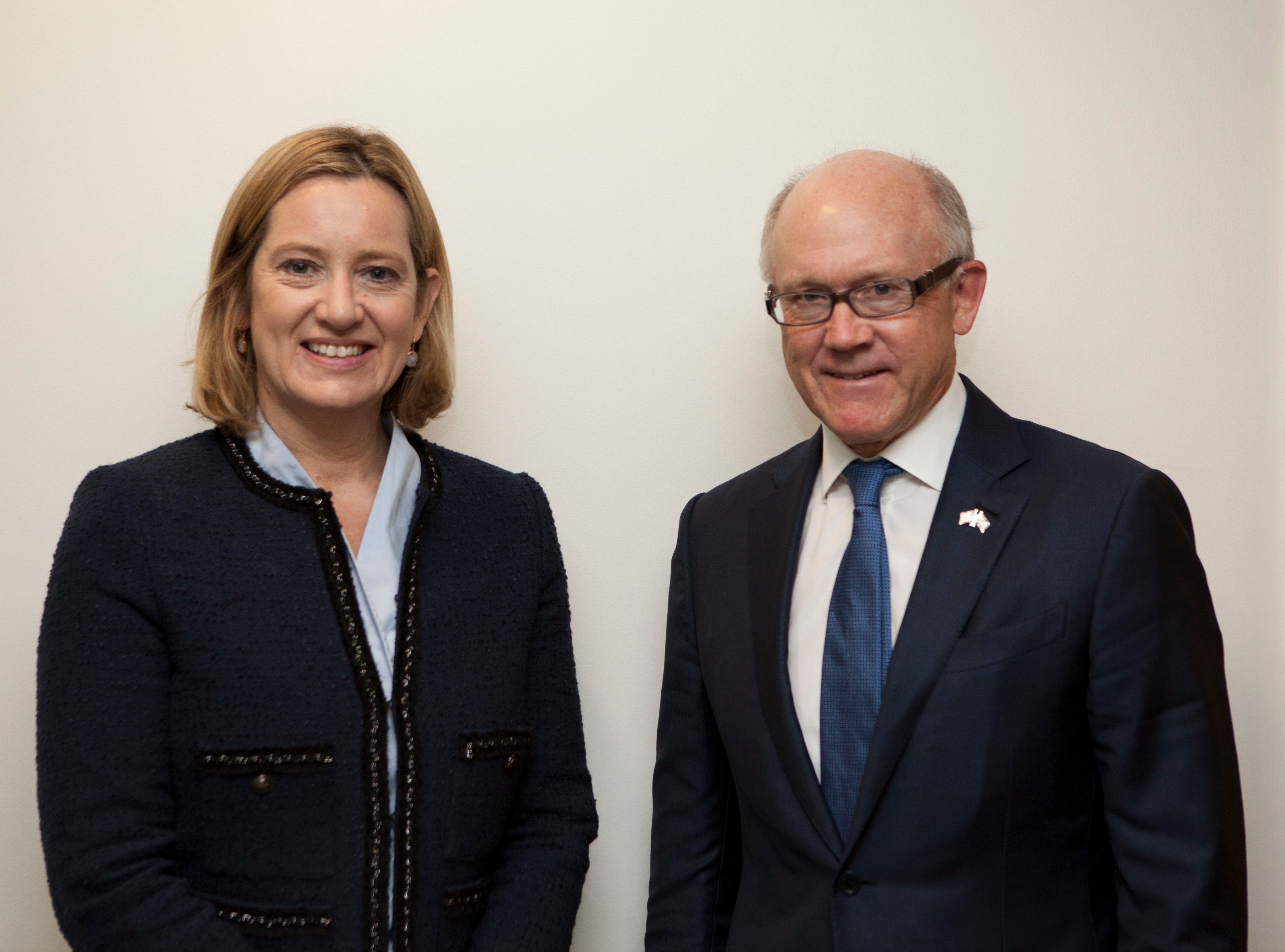
2017年9月，路德接見美國駐英國大使伍迪·約翰遜

特蕾莎·梅成为联合王国首相后，任命拉德为内政大臣，拉德成为第三位女内政大臣。使她成为继玛格丽特·撒切尔、玛格丽特·贝克特、雅基·史密斯、特蕾莎·梅之后第五位女性国务重臣。
在2016年保守党年会上，拉德提议应该强制公司公示他们雇佣了多少外国工人，商业领袖说这个提议是分裂和破坏性的。该建议的公布是政府减少净移民和鼓励企业雇用英国人的一个关键。然而，商业资深人士警告说，该计划是负责任的雇主“完全厌恶”的，并将损害英国经济，因为英国工人不能填补的技能上的空白。
2016年10月，拉德否定了澳大利亚公民在英国脱欧盟后应该更容易获得在英国的生活和工作的机会的呼吁，尽管外交大臣鲍里斯·约翰逊和澳大利亚外长朱莉·毕晓普都这样呼吁。她还驳斥了英国离开欧盟时将和澳大利亚建立公民之间的出入境自由区的想法，澳大利亚前总理托尼·阿博特支持这一措施，并说：“没有增加澳大利亚移民的计划...所以我想不到任何改变。”
在2016年10月，拉德决定不再调查1984年奥格里夫矿工罢工事件，她说：“我没有足够证据发起依法审查或独立调查”。
2017年1月，拉德在推特上传了自己参加纪念犹太大屠杀活动的照片，并表示“我们永不忘记。”两个星期后，她叫停了旨在为孤儿难民提供避难所的2016年移民法修正案（杜布斯修正案）。记者谭雅·戈德在《新政治家》杂志撰文评价那条推文“充其量只能算活动了一下手指，往坏里说就是例行公事的公关活动。”
2017年大选后拉德虽留任内政大臣，但在其选区的多数票下降到只有346张，这可能会影响她的政治前途。
2017年8月，拉德回复了一封冒充最近上任的唐宁街通讯总监罗比·吉布的恶作剧电子邮件，称“积极的消息即将到来”。恶作剧者把邮件发给了拉德公开的国会电子邮件地址，但拉德用她的私人电子邮件回复，这是不安全的。
2017年9月，拉德在《安德鲁·马尔秀》节目中称外交大臣鲍里斯·约翰逊试图破坏首相特蕾莎·梅领导的行为是“後座驾驶”，“我不希望由他（鲍里斯）管理脱欧进程。”

2017年10月3日，据报道在保守党年度大会期间，拉德聘请保守党民意测验专家林顿·克罗斯比帮助增加她在其选区的多数票，有人因而猜测她计划竞选党领袖的运动。

#### 非法拘留和驱逐寻求庇护者
2017年8月30日星期三，高等法院举行了一次紧急听证会，审查拉德为期四周的推迟从英国拘留中心释放在利比亚监狱遭受酷刑的寻求庇护者的情况。有人表示担心，内政大臣未能就延迟释放该名男子提供令人满意的解释。拉德也没有为该男子提供出庭律师，而只提供了事务律师，主持听证会的法官认为这“不可思议”。
2017年9月14日，《卫报》报道，拉德已授权将萨米姆·比扎德驱逐到喀布尔，违反了早先的一项禁止她这样做的裁决，原因是塔利班一直威胁比扎德的生命。高等法院法官认定拉德三次藐视法庭，之后她无视命令将比扎德遣送出英国。一位不愿吐露姓名的大律师告诉《独立报》，拉德可能因违抗高等法院的指示而被判处监禁。

#### 网络严打
2017年10月，拉德宣布政府采取行动打击英国公民被允许在互联网上查看的内容。作为反“网络极端化”行动的一部分，她表示，政府将会收紧法律，让英国公民反复阅读某些被禁止的互联网内容可能会面临长达15年的牢狱之灾。她说：“我想确保那些在网上查看卑劣的恐怖主义内容的人，包括圣战网站、极右宣传和制造炸弹的步骤，都要面对法律的全力制裁。

#### 辭職
2018年4月，盧綺婷捲入驅逐「疾風世代」移民風波，被反對派要求引咎辭職。盧綺婷承認因為自己的疏忽而誤導了國會議員，于2018年4月29日宣布辞去内政大臣职务。

### 重返內閣
2018年11月，盧綺婷因麥蔚宜以不滿脫歐方案為由辭去就業及退休保障大臣而獲得重返內閣的機會。
2019年7月，鮑里斯·約翰遜在黨內選舉擊敗侯俊偉，接替文翠珊成為黨魁兼首相。但支持侯俊偉拜相的她不但在新內閣中獲保留就業及退休保障大臣的職務，更添上婦女及平等事務大臣的職務，令她第二度擔任此職。但一個多月後，隨着二十多名同黨議員因議會投票支持奪取莊漢生議會控制權而遭開除黨籍，選自反對脫歐選區的盧綺婷也因其反對硬脫歐以及對莊漢生開除二十多名保守黨議員黨籍不滿，於數日後辭去內閣職務並退黨。一個多月後，她宣布隨該年12月大選，不再爭取連任議員。

## 地方事务
拉德一直积极参与黑斯廷斯当地捕鱼船队的运动。她在处女演讲中倡导欧盟共同渔业政策的批发改革。
拉德也成功争取连接黑斯廷斯和贝克希尔之间道路的修建。2013年初，政府在十年呼吁之后终于开工建设这条道路，而在此之前拉德一直在领导一项名为“完成连接”的为建设道路争取资金的运动。
2013年4月，金融时报一篇关于拉德的简介中引用她的话：“想放纵的人，想在海边放纵的人……到黑斯廷斯来，结识更多的同道中人，享受更多的毒品和酒”，这引起了她的选民的不满。拉德回应说：“我对黑斯廷斯非常乐观。我对《金融时报》描述了一些黑斯廷斯众所周知的问题，但我也谈到了黑斯廷斯规模巨大的投资，下降的失业率，还说了许多积极的事情。”

## 个人生活
拉德在1990年与作家兼评论家阿尔·吉尔结婚，他们育有两个孩子。1995年两人分居，后正式离婚，原因是吉尔与一名记者另结新欢，吉尔在2016年病逝，得年62岁。。拉德与保守党议员夸西·夸腾关系亲密。
拉德是一个帮助年轻残疾人获得教育的组织“信任斯诺登”的受委托人。自2003年起，拉德是一年一度颁发给英语女作家的苏珊·史密斯布莱克本奖的导演。她还担任黑斯廷斯的圣莱昂纳德技术中学的名誉校长。